# Baby Come Home
Baby Come Home – trzeci singel z czwartego albumu amerykańskiej grupy pop dance Scissor Sisters zatytułowanego Magic Hour. Utwór został wydany za pośrednictwem iTunes Store 20 lipca 2012 w Wielkiej Brytanii. 
Teledysk do singla ukazał się 30 maja 2012, a jego reżyserią zajął się Lorenzo Fonda.

## Lista utworów
Digital download
1. „Baby Come Home” – 3:00
2. „Baby Come Home” (Darq E Freaker Remix) – 4:40
3. „Baby Come Home” (Darq E Freaker Instrumental Dub) – 4:39
4. „Baby Come Home” (M Factor Remix) – 7:01

## Notowania
| Lista (2012)               | Najwyższa pozycja |
| -------------------------- | ----------------- |
| Belgia (Ultratip Flanders) | 28                |

## Historia wydania
| Kraj            | Data wydania  | Format          | Wytwórnia        |
| --------------- | ------------- | --------------- | ---------------- |
| Wielka Brytania | 20 lipca 2012 | Polydor Records | Digital download |